# Пармас Тійу
Тійу Пармас (18 грудня 1943 - 23 серпня 2011) — естонська тенісистка. Змагалася під дошлюбним прізвищем Ківі аж до одруження з тренером Яаком Пармасом у 1969 році.

## Біографія
Тійу Ківі, яка народилася в Таллінні, була національною чемпіонкою СРСР у 1968 році і пройшла в одиночному розряді в третій тур Відкритого чемпіонату Франції 1969 року.  Пармас, яку в 1970 році визнали естонською спортсменкою року, виграла три медалі для СРСР на Літній Універсіаді 1970 року, включаючи золоті медалі для одиночних та змішаних пар.